# 智利前哥伦布艺术博物馆
智利前哥伦布艺术博物馆（西班牙語：Museo Chileno de Arte Precolombino）是一座位于智利首都圣地亚哥市中心的艺术博物馆，展示中美洲和南美洲的前哥伦布艺术品和遗物。

## 历史
该博物馆由智利建筑师和古董收藏家加西亚•莫雷诺创建，他曾为自己近五十年来私人收藏的前哥伦布时期艺术品寻找过展示和保存场所，得到了当时圣地亚哥市政府的支持。博物馆于1981年12月首次开放，2011年至2013年因翻新而关闭。